# 市辺村
市辺村（いちのべむら）は、滋賀県蒲生郡にあった村。現在の東近江市の南西部、近江鉄道八日市線・市辺駅の南方、近江鉄道本線・長谷野駅および大学前駅の西方一帯にあたる。

## 地理
- 山岳：布施山、舟岡山
- 河川：蛇砂川
- 湖沼：布施溜池

## 歴史
- 1889年（明治22年）4月1日 - 町村制の施行により、市辺村・糠塚村・野口村・三津屋村・布施村・蛇溝村の区域をもって発足。
- 1954年（昭和29年）8月15日 - 神崎郡御園村・建部村・八日市町・蒲生郡平田村・玉緒村と合併して八日市市が発足。同日市辺村廃止。

## 交通

### 鉄道路線
- 近江鉄道
  - 八日市線
    - 市辺駅

上記のほか、近江鉄道本線の長谷野駅が至近に所在した。また、現在は旧村域に同線の大学前駅が所在するが、当時は未開業。 

### 道路
- 八風街道（現・国道421号）

現在は旧村域に名神高速道路の黒丸パーキングエリアが所在するが、当時は未開通。